# Вільгельміна Брауншвейг-Люнебурзька
Вільгельміна Амалія Брауншвейг-Люнебурзька (нім. Wilhelmine Amalie von Braunschweig-Lüneburg; чеськ. Amálie Vilemína Brunšvicko-Lüneburská; угор. Vilma Amália Braunschweig–Lüneburgi; 21 квітня 1673 , Люнебург, Брауншвейг-Люнебурзьке герцогство — 10 квітня 1742, Відень, Австрійське ерцгерцогство) — принцеса з дому Вельфів, уроджена принцеса Брауншвейг-Люнебурзька та Каленберзька, дочка Йоганна Фрідріха, герцога Брауншвейг-Люнебурга і князя Каленберга. Дружина імператора Йозефа I; в шлюбі — імператриця Священної Римської імперії, королева Німеччини, Угорщини та Чехії, ерцгерцогиня Австрійська.

## Життєпис

### Походження та ранні роки
Вільгельміна Амалія народилася в Люнебурзі 21 квітня 1673 року. Вона була наймолодшою з чотирьох дочок в сім'ї Йоганна Фрідріха, герцога Брауншвейг-Люнебурга і князя Каленберга та Бенедикти Генрієтти Пфальц-Зіммернської, принцеси з дому Віттельсбахів . Старшими сестрами Вільгельміни Амалії були Анна Софія, що померла в дитячому віці, Шарлотта Феліціта, в шлюбі герцогиня Модени й Реджо, і Генрієтта Марія, яка ніколи не вступала в шлюб. По батьківській лінії Вільгельміна Амалія доводилась онукою Георгу, герцогу Брауншвейг-Люнебурга і князю Каленберга і Анні Елеонорі, принцесі з Дармштадтської гілки Гессенського дому. По материнській лінії вона була онукою Едуарда, пфальцграфа Зіммернського й Анни Марії, принцеси з Неверської гілки дому Гонзага .
У ранні роки вихованням принцеси займалася її мати. Потім Вільгельміну Амалію доручили турботам Луїзи Олландіни Пфальцької, двоюрідної тітки по батьківській лінії, яка була настоятелькою в Цистерціанському абатстві Мобюіссон, у Французькому королівстві. У монастирі принцеса здобула освіту гідну її походження. У 1693 році вона повернулася до батьків у Ганновер. Сучасники описували її, як красиву і благочестиву дівчину з серйозним характером. Незабаром після повернення дочки, батьки отримали кілька пропозицій про шлюб Вільгельміни Амалії й відповіли згодою на пропозицію ерцгерцога Йозефа, номінального короля Угорщини й Німеччини, майбутнього імператора Священної Римської імперії під ім'ям Йозефа I.

### Шлюб і діти
15 січня 1699 року в Модені, де Вільгельміна Амалія гостювала, разом з матір'ю, у старшої сестри, герцогині Модени й Реджо, був укладений шлюб за дорученням між нею й ерцгерцогом Йозефом. Союз між принцесою з дому Вельфів і ерцгерцогом з дому Габсбургів мав династичний характер. 18 лютого того ж року наречена прибула в місто Тульн, де її зустрів наречений в оточенні почту, що складалася з представників угорської знаті. 21 лютого наречений і наречена урочисто в'їхали до Відня, а 24 лютого. в церкві августинців відбулася церемонія одруження. За наказом імператора Священної Римської імперії, Вільгельміна Амалія була одягнена в шлюбну сукню інкрустовану діамантами на суму сто тисяч талерів. Весільні урочистості тривали протягом восьми днів.
Після обрання в 1705 році Йосипа імператором Священної Римської імперії титул імператриці отримала і Вільгельміна Амалія. У шлюбі народилися. Шлюб виявився невдалим. У Йосипа було багато фавориток. Старша за чоловіка на п'ять років, Вільгельміна Амалія не чинила на Йозефа I ніякого впливу ні в сімейних, ні в державних справах. Відносини між подружжям остаточно припинилися після народження третьої дитини. Вважається, що імператриця стала безплідною через венеричну хворобу, якою заразив її чоловік .

### Вдівство
У 1711 році імператриця овдовіла. Єдиний син Йозефа і Вільгельміни Амалії помер в дитинстві, тому титул імператора успадкував молодший брат Йозефа — ерцгерцог Карл. Непрості відносини Вільгельміни Амалії зі свекрухою поступово налагодилися після смерті чоловіка. З особливою участю вона доглядала хвору Елеонору Нейбурзьку перед її смертю. Вільгельміна Амалія перенесла свою спальню в кімнату поруч зі спальнею свекрухи, щоб надавати їй необхідну допомогу і вдень, і вночі .
До 1713 році династія Габсбургів не мала спадкоємця чоловічої статі. Обидва імператори мали тільки дочок. Бажаючи забезпечити успадкування престолу, імператор Карл VI видав прагматичну санкцію, яка дозволяла передавати всі права по жіночій лінії при відсутності спадкоємців-чоловіків. При цьому спадкоємицею він призначив свою доньку Марію Терезію, проігнорувавши дочок свого старшого брата.
Після смерті в 1740 році імператора Карла VI послідувала боротьба за австрійський престол між ерцгерцогинею Марією Терезією і Карлом Альбрехтом Баварським, який був одружений з її старшою кузиною Марією Амалією Австрійською. Вільгельміна Амалія спочатку підтримувала свого зятя, але потім повернулася в заснований нею монастир, в якому жила з 1722 року.
Імператриця Вільгельміна Амалія померла 10 квітня 1742 року, переживши чоловіка на тридцять два роки. Вона похована в монастирі салезіанців у Відні. Серце Вільгельміни Амалії поховано в Імператорському склепі.

## Родина
Чоловік — Йозеф I Габсбург, імператор Священної Римської імперії
Діти:
- Марія Жозефа (8 грудня 1699 — 17 листопада 1757) — дружина курфюрста саксонського і короля Польщі Августа III.
- Леопольд Йосип (29 жовтня 1700 — 4 серпня 1701)
- Марія Амалія (22 жовтня 1701 — 11 грудня 1756) — дружина Карла VII курфюрста Баварії та імператора Священної Римської імперії.